# Paroisse Notre-Dame-de-Lumière
Ne doit pas être confondu avec Notre-Dame de la Lumière.
La paroisse Notre-Dame-de-Lumière est l’une des 59 paroisses du diocèse de Luçon, dans le département de la Vendée.
Le chef-lieu paroissial se situe à La Tranche-sur-Mer.

## Hagiotoponymie
La paroisse tire son nom de l’église Notre-Dame-des-Anges d’Angles et de l’appellation touristique « Côte de Lumière », en référence au littoral de la commune de La Tranche-sur-Mer.

## Territoire
La paroisse Notre-Dame-de-Lumière regroupe les communes d’Angles, de La Jonchère, de Saint-Benoist-sur-Mer et de La Tranche-sur-Mer,.

## Organisation

### Siège
Le siège de la paroisse est fixé au 12, rue Anatole-France, à La Tranche-sur-Mer.

### Lieux de culte et presbytères
| Commune               | Édifice                                                                                             |
| --------------------- | --------------------------------------------------------------------------------------------------- |
| Angles                | Église Notre-Dame-des-Anges Presbytère d’Angles                                                     |
| La Jonchère           | Église Saint-Martin-de-Vertou                                                                       |
| Saint-Benoist-sur-Mer | Église Saint-Benoît                                                                                 |
| La Tranche-sur-Mer    | Église Saint-Nicolas Chapelle de la Terrière Chapelle de la Grière Presbytère de La Tranche-sur-Mer |

### Liste des curés
- Yves Bernard (2009-2014)
- Léonce Mensah (du 7 septembre 2014 au 31 août 2016)
- Olivier Bléneau (depuis le 1er septembre 2016)[3]